# NGC 6255
NGC 6255 (другие обозначения — UGC 10606, IRAS16530+3634, MCG 6-37-14, KUG 1653+365, ZWG 197.18, KARA 775, Z 1653.0+3635, PGC 59244) — спиральная галактика с перемычкой (SBc) в созвездии Геркулес.
Этот объект входит в число перечисленных в оригинальной редакции «Нового общего каталога».